# Malpractice (TV-serie)
Malpractice är en brittisk sjukhusdrama vars första säsong hade premiär den 23 april 2023. Första säsongen bestod av fem avsnitt. Serien är skapad av Grace Ofori-Attah som också ansvarat för manusskrivandet. Den första säsongen hade premiär på SVT Play den 16 augusti 2023.

## Handling
Serien kretsar kring den erfarna och duktiga akutläkaren Lucinda Edwards. När en kvinna som har överdoserat opioider och en person med skottskador anländer till sjukhuset under hennes arbetspass och en av patienterna senare avlider blir Lucinda föremål för en utredning angående felbehandling.

## Rollista
- Niamh Algar – Dr Lucinda Edwards
- Helen Behan – Dr Norma Callahan
- Jordan Kouamé – Dr George Adjei
- James Purefoy – Dr Leo Harris
- Lorne MacFadyen – Tom Edwards
- Brian Bovell – Sir Anthony Owusu
- Hannah Walters – Matron Beth Relph
- Priyanka Patel – Dr Ramya Morgan
- Scott Chambers – Dr Oscar Beattie
- Tristan Sturrock – Dr Mike Willett
- Georgina Rich – Dr Eva Tait
- Liberty Miller – Abi Edwards
- Twana Omer – Yussef
- Shaun Fagan – The Gunman